# Резолюция 269 на Съвета за сигурност на ООН
Резолюция 269 на Съвета за сигурност на ООН е приета на 12 август 1969 г. по повод продължаващото присъствие на Република Южна Африка в Югозападна Африка (Намибия) въпреки резолюциите на ООН, които прекратяват южноафриканския мандат на администрираща власт в бившата колония.
Резолюция 269 осъжда правителството на Южноафриканската република за отказа му да изпълни Резолюция 264 (1969) и за постоянното незачитане правомощията на Организацията на обединените нации. Резолюция 269 обявява, че продължаващата южноафриканска окупация на Намибия представлява грубо посегателство срещу правомощията на ООН, нарушение на териториалната цялост на Намибия и на политическия суверенитет на народа ѝ. Във връзка с това документът признава за легитимна борбата на намибийския народ срещу незаконното присъствие на южноафриканските власти на територията на Намибия и призовава всички правителства да засилят моралната и материалната си подкрепа за борбата на намибийците срещу чуждестранната окупация, както и да се въздържат от всякакви сделки с правителството на Южна Африка, в които същото претендира, че представлява територията на Намибия.
Резолюция 269 призовава южноафриканското правителство да изтегли незабавно администрацията си от територията на Намибия, което във всеки случай трябва да стане преди 4 октомври 1969 г. Съветът за сигурност предупреждава Република Южна Африка, че ако не изпълни разпоредбите на резолюцията, то Съветът ще бъде принуден да се събере, за да обсъди и приеме допълнителни мерки в съответствие с Устава на ООН.
Резолюция 264 е приета с мнозинство от 11 гласа при четирима въздържали се от страна на Финландия, Франция, Обединеното кралство и Съединените щати.